# Dasychira vibicipennis
Dasychira vibicipennis är en fjärilsart som beskrevs av Butler 1879. Dasychira vibicipennis ingår i släktet Dasychira och familjen tofsspinnare. Inga underarter finns listade i Catalogue of Life.